# 캐논 EOS 6D
캐논 EOS 6D(Canon EOS 6D)는 2,020만 유효 화소를 가지는 캐논의 풀프레임 디지털 SLR이다. 포토키나를 하루 앞둔 2012년 9월 17일에 발표되었다. 가격은 US $2,099 (바디 단품)이며, EF 24-105mm F4L IS USM 렌즈 킷은 US$ 2,899이다.
6D의 출시로 기존 보급형 풀프레임이던 5D 라인이 중급형 풀프레임으로 판올림 됐으며, 현재로써는 6D가 보급형 풀프레임 라인업에 위치한다. 경쟁 모델로는 니콘의 D600이 있다.

## 성능
- GPS 및 빌트 인 Wi-Fi 기능 탑재로 SNS와 직접 연동 가능
- 캐논의 풀프레임 DSLR 중에서 가장 작고 가벼움
- 최대 50 - 102,400의 ISO 확장 감도
- 11개 포커스중 중앙 1개만 크로스 AF 시스템
- 3인치 안티 글레어 LED 스크린

## 갤러리

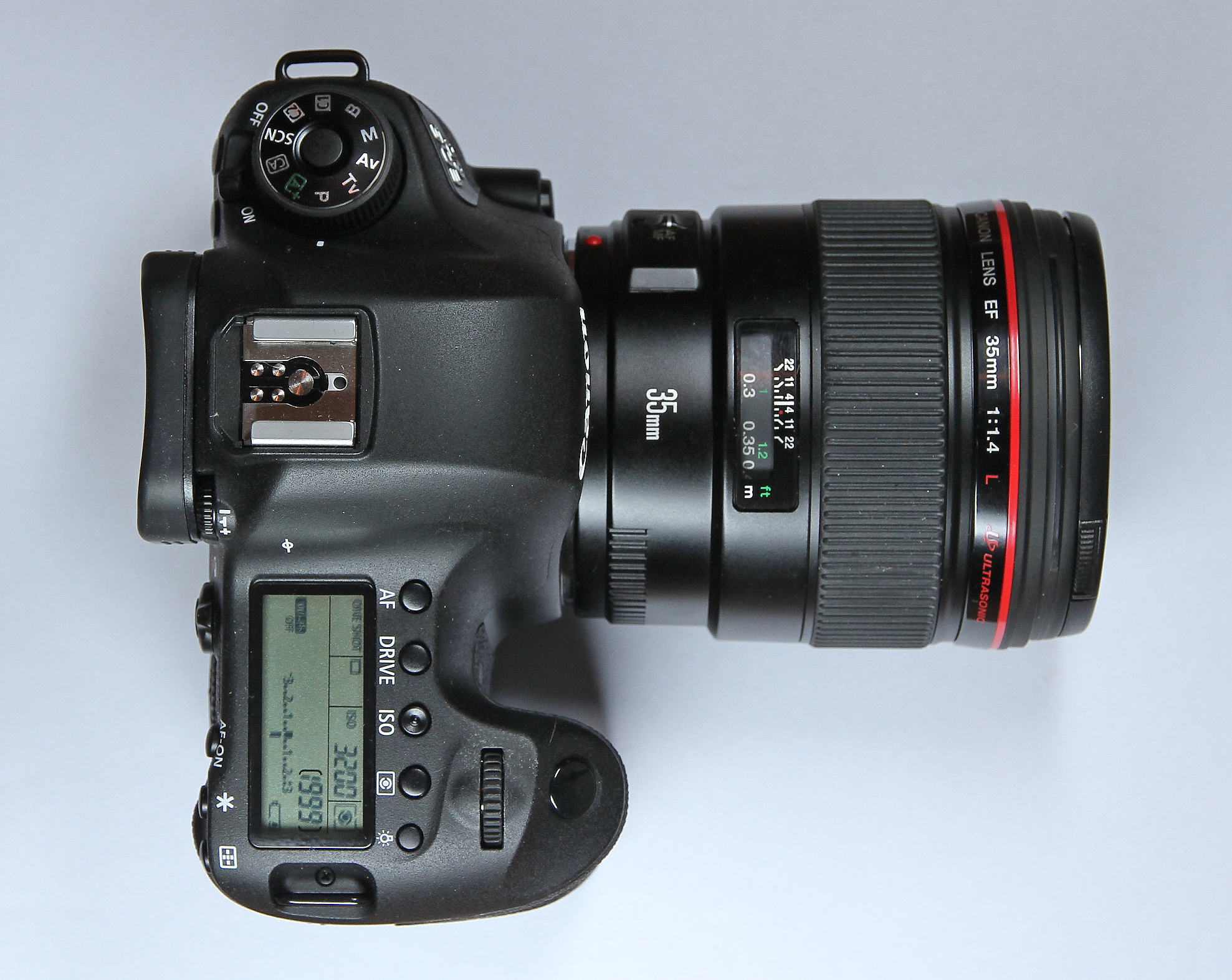
상단
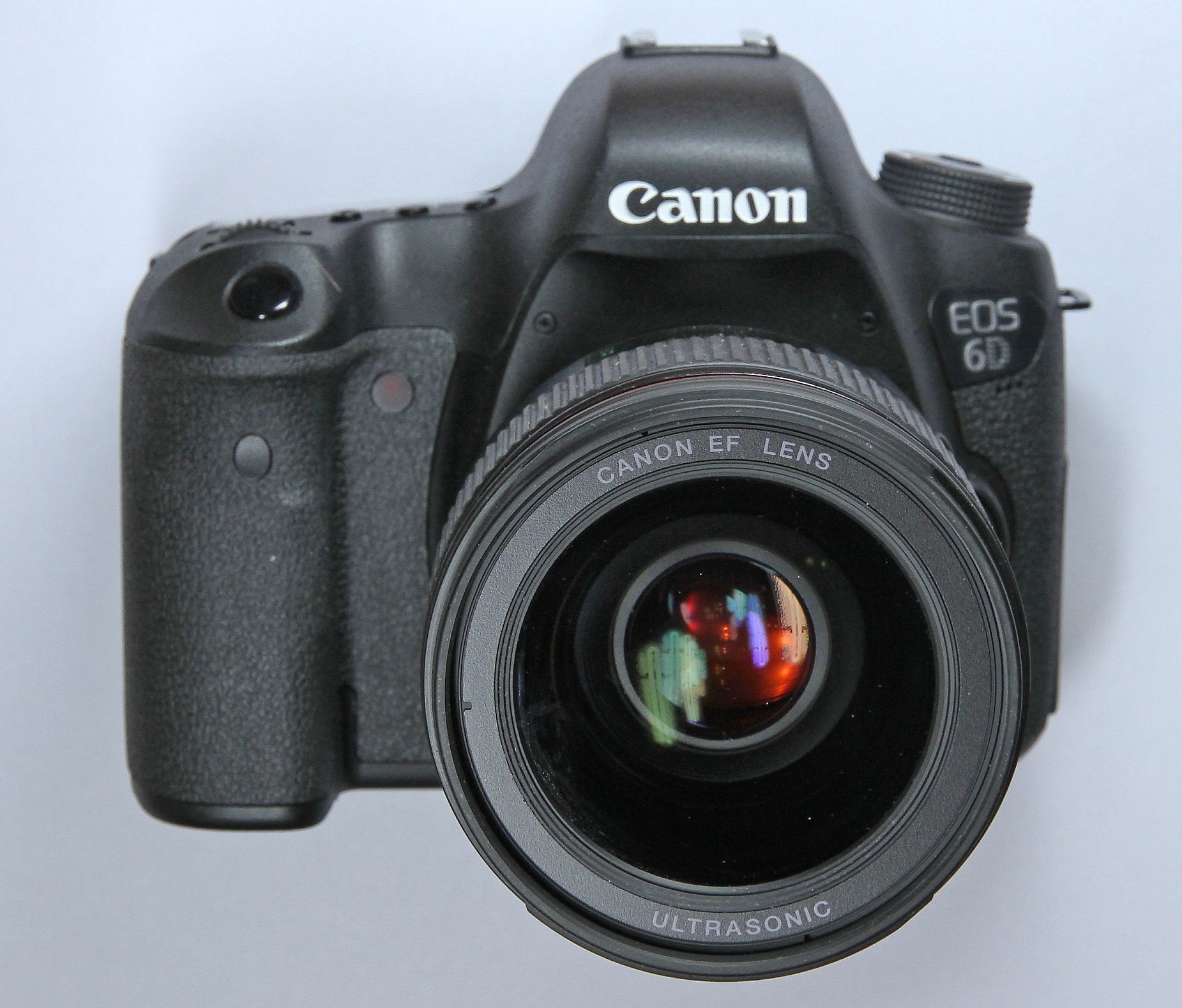
6D + 35mm f/1.4L
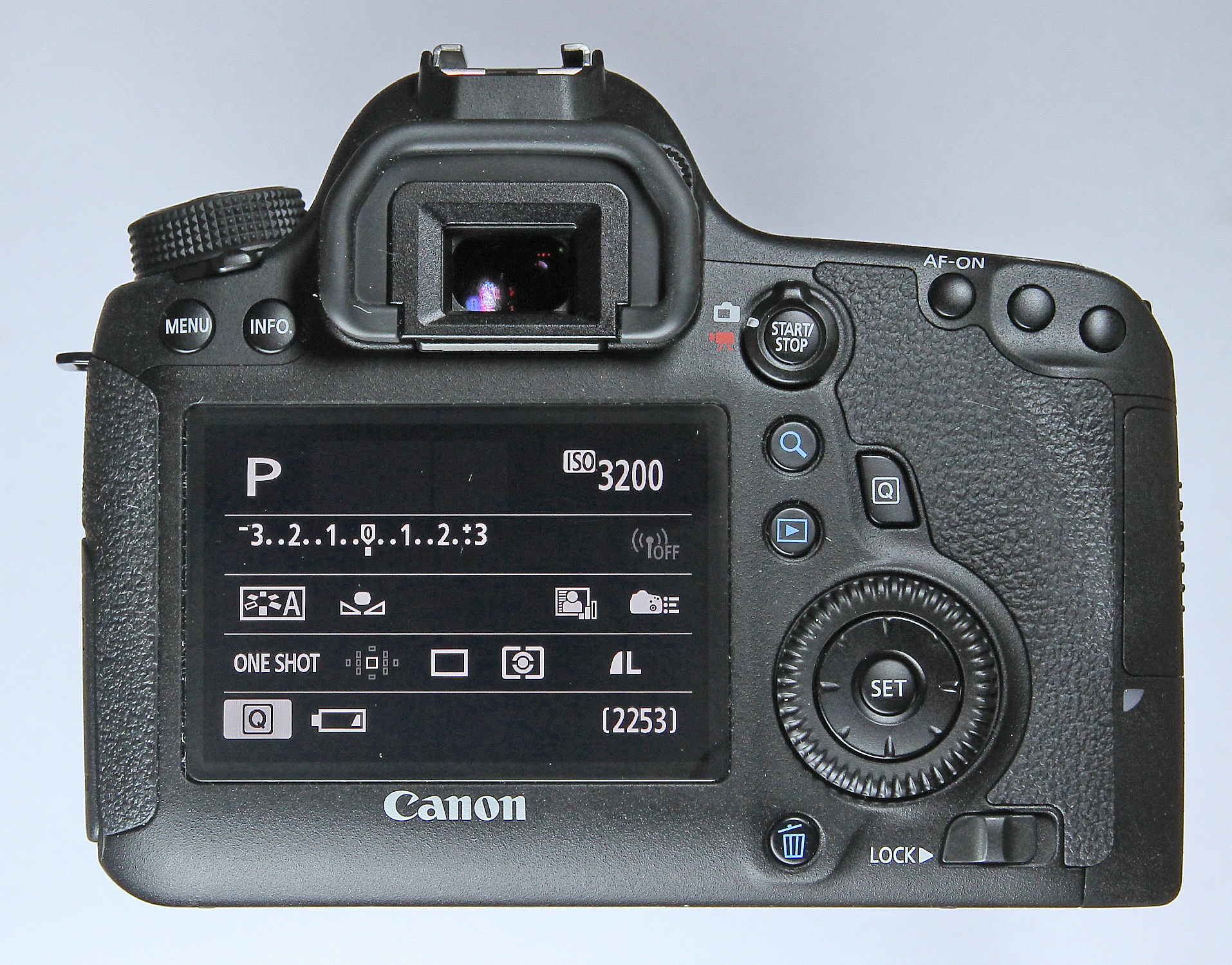
후면

## 같이 보기
- 캐논
- 캐논 EOS
- 캐논 EF 마운트
- 풀프레임 DSLR